# MSQL
mSQL – miniaturowa baza danych, zwana też MiniSQL lub Minerva.
- Bardzo powolna w działaniu przy skomplikowanych zapytaniach i bardzo szybka przy bardzo prostych zapytaniach z jedną tabelą.
- Płatna.
- Seria 1.0.x obsługuje tylko jedno połączenie klienckie jednocześnie.
- API (interfejs programistyczny) bardzo mocno przypomina API bazy MySQL.
- Seria 2.x była nieudana. Obecnie rozwijana jest seria 3.x.